# ペンスリット
ペンスリット (penthrite, pentaerythritol tetranitrate、略称：PETN、PENTA、TEN、corpent、nitropenta) は高性能爆薬。
呼び名は四硝酸ペンタエリスリトールのほか、ニペリットとも呼ばれる。白色の結晶性粉末で化学式は C(CH2ONO2)4 である。爆発威力が大きい、熱に対して鈍感、自然分解を起こしにくい、など優れた特徴を持つ爆薬である。
トリニトロトルエン（TNT）との混合物はペントライトなどと呼ばれ成型炸薬などに使われるが、単独で用いられることは導爆線などを除いてほとんど無い。可塑剤と混ぜて、軍やテロで使用されるセムテックスなどのプラスチック爆弾として利用される。
多くの硝酸エステルと同様に血管拡張薬として作用し、狭心症等の循環器疾患を和らげる目的で処方される。

## 性質
無色斜方晶系の非吸湿性結晶。
爆発力
TNTの爆発力を1として比較するRE係数では1.66でありTNTより高い爆発力を持つ。

## 歴史
1894年、ドイツのケルンにある爆発物製造業者 Rheinisch-Westfälische Sprengstoff A.G. によって最初に製造され特許を取得された。1912年、ドイツ政府によって特許取得された改善された方法で生産された。
第一次世界大戦でドイツ軍によって使用された。第二次世界大戦のドイツ空軍でも使用された。

### テロでの使用
- 1980年パリのシナゴーグ爆破（英語版）
- 1983年 ドイツ人左翼テロリスト Johannes Weinrich によってベルリンにあったフランス文化センターメゾン・ド・フランス（ドイツ語版）に使用され、24人の死傷者と建物に損害が出た[13]。
- 1999年 トランス・アラスカ・パイプラインを狙ったテロ計画で使用するため即席爆弾が製造されていた。犯人は王立カナダ騎馬警察によって逮捕された。
- 2001年 アルカイーダのメンバーが靴に忍び込ませて American Airlines Flight 63 の爆破を試みたが失敗した。
- 2009年 - 現在 デルタ航空機爆破テロ未遂事件や、下着等に忍ばせていたテロ犯達が幾度も摘発されている。

X線や赤外線など多くの方法で検知する方法が開発され、テロ犯の摘発に役立っている。

## 製法
原料のペンタエリトリトールは融点245 ℃以上で純度99.5 %以上のものを使用する。ペンタエリスリットを硝化してPETNを合成するには次のような方法がある。
1. 硝酸のみを使用する
2. 硝酸で硝化して、硫酸を加えて反応を完結させる
3. 硫酸で溶解したのちに硝酸を加える
4. 硫酸で溶解したのちに硝酸と硫酸の混酸を加える
5. 硝酸と硫酸の混酸を使用する

工業的には1の方法でペンタエリトリトールを硝酸だけで硝酸エステル化して製造している。この方法は硫酸を使わないので操作が簡単で低コストであり、
廃酸を希硝酸として回収できる。反応式は次の通り。
{\displaystyle {\ce {C(CH2OH)4 + 4HNO3 -> C(CH2ONO2)4 + 4H2O}}}
反応が終わったら除酸し、数回水洗いしてから100 ℃で常圧煮洗する。この洗浄工程を3回繰り返し、3回目はソーダ灰の水溶液で行う。さらに加圧煮洗を5時間行い、水洗い、加圧煮洗を30分、水洗いを行う。最後に脱水して水分量を10 %–20 %にまで減らす。この時に酸分は0.05 %以下になるようにする。輸送や保存は水分を含んだこの状態で行う。トリニトロトルエンなどとの混合加工を行う場合には、60 ℃以下の温風で乾燥させ、水分を0.3 %以下にしてから行う。

## 人体への影響
血管を拡張する作用がある (血管拡張薬)。